# Rusłan Chasanszyn
Rusłan Nailewicz Chasanszyn (ros. Руслан Наильевич Хасаншин; ur. 7 lutego 1985 w Togliatti) – rosyjski hokeista.
Został szwagrem braci Dienisa Bodrowa i Jewgienija Bodrowa, także hokeistów.

## Kariera
- Nieftianik Almietjewsk (1999-2000)
- Łada Togliatti (2001-2002)
- CSK WWS Samara (2002-2003)
- Łada Togliatti 2 (2003)
- CSK WWS Samara (2003-2004)
- SKA Sankt Petersburg (2004-2006)
- HK MWD Bałaszycha (2006-2008)
- Awangard Omsk (2008)
- Amur Chabarowsk (2008-2010)
- Mietałłurg Nowokuźnieck (2010-2011)
- Rubin Tiumeń (2012)
- Łada Togliatti (2012-2013)
- Nieftianik Almietjewsk (2013-2014)
- Arłan Kokczetaw (2014)
- Jużnyj Urał Orsk (2014-2015)
- HK Sarow (2015-2016)
- Sokoł Krasnojarsk (2016)
- HK Sarow (2016-2018)
- Buran Woroneż (2018-2019)
- Jużnyj Urał Orsk (2019-2020)
- Olimp Ryga (2020-)

Wychowanek Łady Togliatti. Od czerwca 2013 ponownie zawodnik Nieftianika Almietjewsk, związany dwuletnim kontraktem. Od połowy 2015 zawodnik HK Sarow. Od czerwca 2016 zawodnik Sokoła Krasnojarsk. W sezonie 2016/2016 grał w HK Sarow. W maju 2018 został zawodnikiem HK Riazań. W sezonie 2018/2019 grał w Buranie Woroneż. Sezon 2019/2020 rozpoczął w Orsku, w styczniu 2020 przeszedł do Olimpu Ryga.

## Sukcesy
Indywidualne
- KHL (2009/2010): nagroda Dżentelmen na Lodzie dla napastnika